# نظامی (سمنان)
نظامی، یکی از روستاهای شهرستان سمنان در استان سمنان ایران می‌باشد.
این روستا در دهستان لاسگرد در بخش سرخه و در ۲۴ کیلومتری جنوب باختر سمنان در نزدیکی شهر سرخه جای دارد، مردم روستای نظامی به زبان سمنانی سخن می‌گویند.

## جمعیت
جمعیت این روستا در دهه‌های ۴۰ و ۵۰ هجری خورشیدی در حدود ۱۵۰ نفر بوده است. در سال‌های اخیر بیشتر اهالی روستا به سرخه مهاجرت کرده‌اند و در یکی از محله‌های این شهر سکونت دارند. هم‌اکنون روستای نظامی خالی از سکنه است اما بر اساس سرشماری سال ۱۳۸۵ جمعیت آن ۲۷ نفر (۶ خانوار)
بوده است.

## محصولات
همچنان اهالی در زمین‌های کشاورزی خویش در روستا، به کار مشغول‌اند و پس از پایان کار روزانه به سرخه بازمی‌گردند. محصولات کشاورزی روستا شامل غلات، خربزه، پنبه و تنباکو است.